# Chalinophrura frenifera
Chalinophrura frenifera là một loài bướm đêm trong họ Geometridae.